# America's Next Top Model (ventesima edizione)
La ventesima edizione di America's Next Top Model è andata in onda dal 2 agosto al 15 novembre 2013 con il sottotitolo di Guys & Girls, per la prima volta nella storia del programma statunitense, oltre ad aspiranti modelle, è stata data la possibilità di competere anche ai ragazzi.
La giuria è rimasta invariata, invariata anche in questa edizione la possibilità del pubblico di internet di votare il proprio preferito in modo da permettere ad uno o più eliminati, a metà percorso, di rientrare in gara, come fu durante la scorsa edizione per Leila; in questa stagione, è stato permesso a due concorrenti di fare ritorno nella competizione: Alexandra, nuovamente eliminata l'episodio successivo, e Jeremy.
Novità di questa edizione è stato il numero dei concorrenti, salito da 14 a 16, e il fatto di essere l'unica andata in onda quest'anno (dal 2004 al 2012 sono state trasmesse due edizioni l'anno).

## Premi
La vincitrice del programma è stata Jourdan Miller da Bend, Oregon, che ha portato a casa:
- Un contratto con la NEXT Model Management
- Un servizio fotografico per la rivista Nylon
- Una campagna pubblicitaria per Guess
- Un premio in denaro pari a 100.000 dollari

## Concorrenti
| Concorrente | Concorrente                     | Età1 | Altezza | Provenienza                  | Posizione                                                                                       |
| ----------- | ------------------------------- | ---- | ------- | ---------------------------- | ----------------------------------------------------------------------------------------------- |
|             | Bianca Alexa                    | 18   | 177 cm  | Los Angeles, California      | Eliminati nell'episodio 3                                                                       |
|             | Christopher "Chris" Schellenger | 24   | 178 cm  | Houston, Texas               | Eliminati nell'episodio 3                                                                       |
|             | Chlea Ramirez                   | 20   | 178 cm  | Bear, Delaware               | Eliminata nell'episodio 4                                                                       |
|             | Michael James "Mike" Scocozza   | 26   | 196 cm  | Los Angeles, California      | Eliminato nell'episodio 5                                                                       |
|             | Bianca Jamila "Kanani" Andaluz  | 19   | 171 cm  | Chicago, Illinois            | Eliminata nell'episodio 7                                                                       |
|             | Jiana Davis                     | 20   | 178 cm  | Denver, Colorado             | Eliminata nell'episodio 8                                                                       |
|             | Philip "Phil" Sullivan          | 24   | 192 cm  | Lanesboro, Massachusetts     | Eliminato nell'episodio 9                                                                       |
|             | Alexandra Agro                  | 21   | 176 cm  | Palm City, Florida           | Eliminata nell'episodio 6 Ripescata nell'episodio 9 Eliminata definitivamente nell'episodio 11  |
|             | Donald "Don" Benjamin           | 25   | 183 cm  | Minneapolis, Minnesota       | Eliminato nell'episodio 12                                                                      |
|             | Nina Burns                      | 18   | 174 cm  | Berkeley Heights, New Jersey | Eliminata nell'episodio 13                                                                      |
|             | Jeremy Rohmer                   | 19   | 191 cm  | Mission Viejo, California    | Eliminato nell'episodio 7 Ripescato nell'episodio 11 Eliminato definitivamente nell'episodio 13 |
|             | Renee Bhagwandeen               | 24   | 173 cm  | Fort Lauderdale, Florida     | Eliminati nell'episodio 14                                                                      |
|             | Christopher "Chris" Hernandez   | 25   | 187 cm  | North Bergen, New Jersey     | Eliminati nell'episodio 14                                                                      |
|             | Cory Wade Hindorff              | 22   | 189 cm  | Filadelfia, Pennsylvania     | Terzo classificato                                                                              |
|             | Marvin Cortés                   | 20   | 185 cm  | Bronx, New York              | Secondo classificato                                                                            |
|             | Jourdan Miller                  | 19   | 183 cm  | Bend, Oregon                 | Vincitrice                                                                                      |

 1 L'età delle concorrenti si riferisce all'anno della messa in onda del programma

## Makeover
- Alexandra: Capelli tinti color castano scuro
- Chlea: Extension bionde
- Chris H.: Capelli tinti color biondo platino
- Cory: Rasatura completa dei capelliDon: Capelli tinti color biondo platino
- Jeremy: Colpi di sole
- Jiana: Capelli tagliati ad altezza spalle e tinti castano scuro
- Jourdan: Capelli decolorati (da castano a biondo)
- Kanani: Capelli tagliati cortissimi
- Marvin: Accorciamento leggero
- Mike: Colpi di sole ambrati
- Nina: Capelli tinti rosso fuoco e tagliati fino alle spalle
- Phil: Extensions ispirate alla figura iconografica di Gesù
- Renee:Capelli tinti di castano e stirati

## Ordine di eliminazione
| Ordine | Episodi   | Episodi   | Episodi   | Episodi   | Episodi   | Episodi  | Episodi  | Episodi  | Episodi  | Episodi  | Episodi  | Episodi  | Episodi  | Episodi |  |
| Ordine | 2         | 3         | 4         | 5         | 6         | 7        | 8        | 9        | 11       | 12       | 13       | 14       | 16       | 16      |  |
| ------ | --------- | --------- | --------- | --------- | --------- | -------- | -------- | -------- | -------- | -------- | -------- | -------- | -------- | ------- |  |
| 1      | Alexandra | Jiana     | Mike      | Jourdan   | Cory      | Marvin   | Jourdan  | Chris H. | Nina     | Nina     | Jourdan  | Jourdan  | Jourdan  | Jourdan |  |
| 2      | Mike      | Don       | Jiana     | Nina      | Kanani    | Jourdan  | Renee    | Nina     | Don      | Cory     | Marvin   | Marvin   | Marvin   | Marvin  |  |
| 3      | Renee     | Chris H.  | Jourdan   | Phil      | Don       | Cory     | Nina     | Cory     | Jourdan  | Jeremy   | Cory     | Chris H. | Chris H. |         |  |
| 4      | Cory      | Marvin    | Nina      | Don       | Phil      | Chris H. | Chris H. | Don      | Cory     | Renee    | Chris H. | Cory     |          |         |  |
| 5      | Jourdan   | Cory      | Chris H.  | Kanani    | Jourdan   | Don      | Cory     | Renee    | Renee    | Chris H. | Jeremy   | Jeremy   |          |         |  |
| 6      | Don       | Jeremy    | Alexandra | Jiana     | Chris H.  | Jiana    | Don      | Jourdan  | Jeremy   | Jourdan  | Nina     |          |          |         |  |
| 7      | Jiana     | Jourdan   | Cory      | Cory      | Jeremy    | Nina     | Phil     | Marvin   | Marvin   | Marvin   | Renee    |          |          |         |  |
| 8      | Chris S.  | Alexandra | Phil      | Chris H.  | Renee     | Renee    | Marvin   | Phil     | Chris H. | Don      |          |          |          |         |  |
| 9      | Chlea     | Kanani    | Kanani    | Marvin    | Nina      | Phil     | Jiana    |          | Jiana    |          |          |          |          |         |  |
| 10     | Jeremy    | Nina      | Renee     | Alexandra | Marvin    | Kanani   |          |          |          |          |          |          |          |         |  |
| 11     | Nina      | Renee     | Marvin    | Renee     | Jiana     | Jeremy   |          |          |          |          |          |          |          |         |  |
| 12     | Phil      | Chlea     | Jeremy    | Jeremy    | Alexandra |          |          |          |          |          |          |          |          |         |  |
| 13     | Bianca    | Phil      | Don       | Mike      |           |          |          |          |          |          |          |          |          |         |  |
| 14     | Chris H.  | Mike      | Chlea     |           |           |          |          |          |          |          |          |          |          |         |  |
| 15     | Kanani    | Chris S.  |           |           |           |          |          |          |          |          |          |          |          |         |  |
| 16     | Marvin    | Bianca    |           |           |           |          |          |          |          |          |          |          |          |         |  |

- Il primo episodio vede la presentazione dei 36 semifinalisti ridotti a 26 dopo una sfilata.
- Nel secondo episodio vengono scelti i 16 concorrenti finali; l'ordine di chiamata è casuale.
- Nel terzo episodio, i concorrenti in ballottaggio sono tre; Bianca è la prima eliminata dal punteggio dei social media, Chris S. il secondo
- Nel settimo episodio, i concorrenti al ballottaggio sono tre; Jeremy è il primo eliminato dal punteggio dei social media, Kanani è la seconda
- Nel nono episodio, dopo l'eliminazione di Phil, Tyra annuncia il ripescaggio di due concorrenti (un ragazzo ed una ragazza) tra i precedenti eliminati; la ragazza che rientra in gara è Alexandra. L'episodio si chiude con Jeremy, Mike e Phil in attesa di conoscere la loro sorte all'interno del programma.
- Il decimo episodio è il riassunto dei precedenti
- L'undicesimo episodio si riapre col verdetto riguardante il secondo ritorno: Jeremy è il ragazzo che rientra in gara; al pannello di giudizio, Alexandra è l'eliminata della settimana
- Nel tredicesimo episodio, i concorrenti al ballottaggio sono tre; Nina è la prima eliminata dal punteggio dei social media, Jeremy il secondo
- Nel quattordicesimo episodio, i concorrenti al ballottaggio sono tre; Renee è la prima eliminata del punteggio dei social media, Chris H il secondo
- Il quindicesimo episodio si chiude con Tyra in attesa di annunciare il primo eliminato dei tre semifinalisti
- Il sedicesimo episodio si apre con Tyra che annuncia l'eliminazione di Cory

     Il/La concorrente è stata eliminata
     La concorrente rientra in gara ed è nuovamente eliminata
     Il concorrente rientra in gara
     La concorrente ha vinto la competizione

## Servizi
- Episodio 1: Sfilata in coppia in maschera  (Top 25).
- Episodio 2: Abiti in pelle (Top 36).
- Episodio 3: Matrimoni alternativi.
- Episodio 4: Sexy e aggressivi con Rob Evans e Alessandra Ambrosio.
- Episodio 5: Elegante parcheggio per roulotte.
- Episodio 6: Pubblicità profumo spray con scambio di generi.
- Episodio 7: Nail art.
- Episodio 8: Scatti con schizzi di vernice.
- Episodio 9: Alta moda su un prato incantato.
- Episodio 11: Difetti fisici in una scuola superiore con Zendaya e Shaun Ross.
- Episodio 12: Zoomorfi accompagnati da animali.
- Episodio 13: Alta moda in una risaia a Bali.
- Episodio 14: Sospesi a testa in giù con i pipistrelli
- Episodio 15: Servizio fotografico per Guess e servizio per Nylon.
- Episodio 16: Modelli nella giungla selvaggia.